# NGC 1550
NGC 1550 (= NGC 1551) è una galassia lenticolare (o ellittica) situata nella costellazione del Toro, a una distanza di circa 175 milioni di anni luce dalla nostra Via Lattea.

## Scoperta
La galassia è stata scoperta l'8 ottobre 1785 dall'astronomo britannico di origine tedesca William Herschel e inserita nel New General Catalogue con il codice NGC 1551.
Il 29 dicembre 1861, la stessa galassia è stata nuovamente osservata dall'astronomo tedesco Heinrich d'Arrest. Questa nuova descrizione è stata in seguito inserita nel New General Catalogue con il codice NGC 1550.

## Gruppo di NGC 1550
NGC 1550 è la galassia più luminosa di un gruppo di galassie che porta il suo nome. Il Gruppo di NGC 1550 comprende almeno altre 7 galassie: NGC 1542, UGC 2994, UGC 2998, UGC 3002, UGC 3004, UGC 3010 e PGC 14744.